# Jubril Adekoya
Jubril Adekoya (Tinley Park, Illinois, Estados Unidos, 30 de diciembre de 1994) es un jugador de baloncesto que posee nacionalidad norteamericana y británica, además de nigeriana. Su estatura oficial es de dos metros y un centímetro y juega principalmente en la posición de alero, pudiendo desenvolverse también como ala-pívot.  
Es hermano del también jugador de baloncesto Jawad Adekoya.

## Trayectoria
Formado académica y deportivamente en la Universidad de Valparaíso, formó parte de la plantilla de los Crusaders durante las temporadas 2013/14 a 2016/17, disputando la Conferencia Horizon League de la Division I de la NCAA. En su último curso universitario fue sancionado por la NCAA tras haber disputado únicamente 9 partidos (siendo titular en todos ellos) debido a un incidente académico, perdiéndose el resto de la temporada deportiva. Hasta ese momento, había conseguido unos promedios de 8,5 puntos, 5,1 rebotes y 1,2 recuperaciones por partido.
En la temporada 2017-18, el británico llegaría a España para jugar en las filas del Peñas Huesca de la Liga LEB Oro,donde promedia 6.6 puntos y 3.1 rebotes. 
En 2018/19 firma con el Ciudad de Valladolid en Liga LEB Oro, completando la temporada con medias de 5.1 puntos y 3.8 rebotes. En 2019/20 permanece en el club pucelano, acreditando 4.2 puntos y 2.5 rebotes hasta la cancelación prematura de la temporada por la pandemia de Coronavirus. 
En agosto de 2020 se compromete con el CB Almansa de la Liga LEB Oro. En la temporada 2020/2021 registra medias de 5.8 puntos y 3.1 rebotes. 
En julio de 2021, firma como jugador del Leicester Riders de la British Basketball League. En 2021/22 promedia 5.3 puntos y 4.2 rebotes y en 2022/23 renueva con mismo club, promediando 4.5 puntos y 2.6 rebotes por encuentro.
En la temporada 2023/24 continúa en la liga británica, esta vez jugando con los Sheffield Sharks, dejando el equipo en el mes de diciembre con medias de 7.1 puntos y 4.6 rebotes. En enero de 2024 firma con el Paderborn Baskets de la ProB alemana, donde termina la temporada con medias de 9.1 puntos y 4 rebotes.
En agosto de 2024 firma con el Cáceres Patrimonio de la Humanidad para disputar la temporada 2024-25 en Segunda FEB. Disputó 30 partidos con medias de 7.1 puntos y 3.1 rebotes.